# 메데아 (1969년 영화)
메데아(Medea)는 이탈리아, 프랑스, 서독에서 제작된 피에르 파올로 파졸리니 감독의 1970년 영화이다. 마리아 칼라스 등이 주연으로 출연하였고 프랑코 로셀리니 등이 제작에 참여하였다.

## 출연

### 주연
- 마리아 칼라스
- 로랑 떼르지에프

### 조연
- 마시모 지로티
- 마가렛 클레멘티
- 세르지오 트라몬티

## 제작진
- 협력프로듀서: 피에르 캘폰
- 미술: 단테 페레티
- 의상: 피에로 토시